# (38123) 1999 JD43
1999 JD43 (asteroide 38123) é um asteroide da cintura principal. Possui uma excentricidade de 0.08453310 e uma inclinação de 6.01641º.
Este asteroide foi descoberto no dia 10 de maio de 1999 por LINEAR em Socorro.